# Pershore
Koordinaten: 52° 7′ N, 2° 5′ W
Pershore ist eine Stadt in der Grafschaft Worcestershire in England. Sie hat ungefähr 8000 Einwohner und liegt am Fluss Avon im Distrikt Wychavon. Bekannt ist Pershore vor allem für die historische Abtei Pershore Abbey. Pershore ist seit 1979 Partnerstadt von Bad Neustadt an der Saale.

## Söhne und Töchter der Stadt
- Claude Stanley Choules (1901–2011), Marinesoldat des Ersten und Zweiten Weltkrieges, letzter lebender Veteran des Ersten Weltkrieges
- George Dowty (1901–1975), Industrieller und Erfinder
- Richard Jordan (1902–1994), Luftwaffenoffizier, Generalleutnant

## RAF Pershore / QinetiQ Pershore

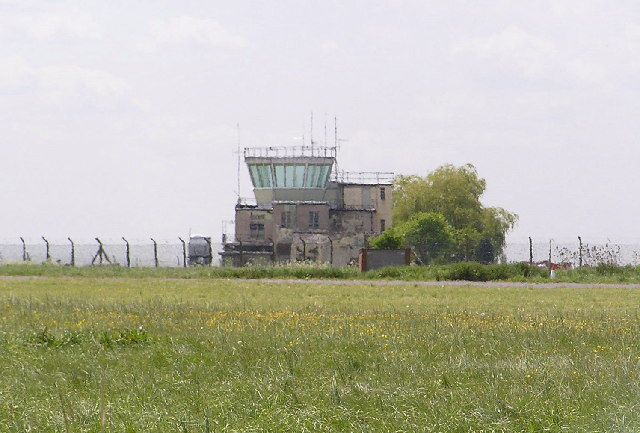
Ehemaliger Tower, 2005

Einige Kilometer nordöstlich befindet sich ein ehemaliger Flugplatz, die frühere Royal Air Force Station Pershore bzw. kurz RAF Pershore. Der Flugplatz wurde 1940 von der Royal Air Force eröffnet und diente während des Kalten Kriegs als Ausweichplatz von Vulcan-Bombern.
Heute wird der frühere Militärflugplatz als QinetiQ Pershore oder auch als Throckmorton Airfield bezeichnet. Das Unternehmen QinetiQ betreibt die Einrichtung als Versuchszentrum und Business Park und seit 2010 findet hier die "Throckmorton Air Show" statt.